# (100940) Maunder
(100940) Maunder est un astéroïde de la ceinture principale.

## Description
(100940) Maunder est un astéroïde de la ceinture principale. Il fut découvert le 28 juin 1998 à La Silla par Eric Walter Elst. Il présente une orbite caractérisée par un demi-grand axe de 2,61 UA, une excentricité de 0,17 et une inclinaison de 15,9° par rapport à l'écliptique.

## Compléments